# Cultura dos surdos

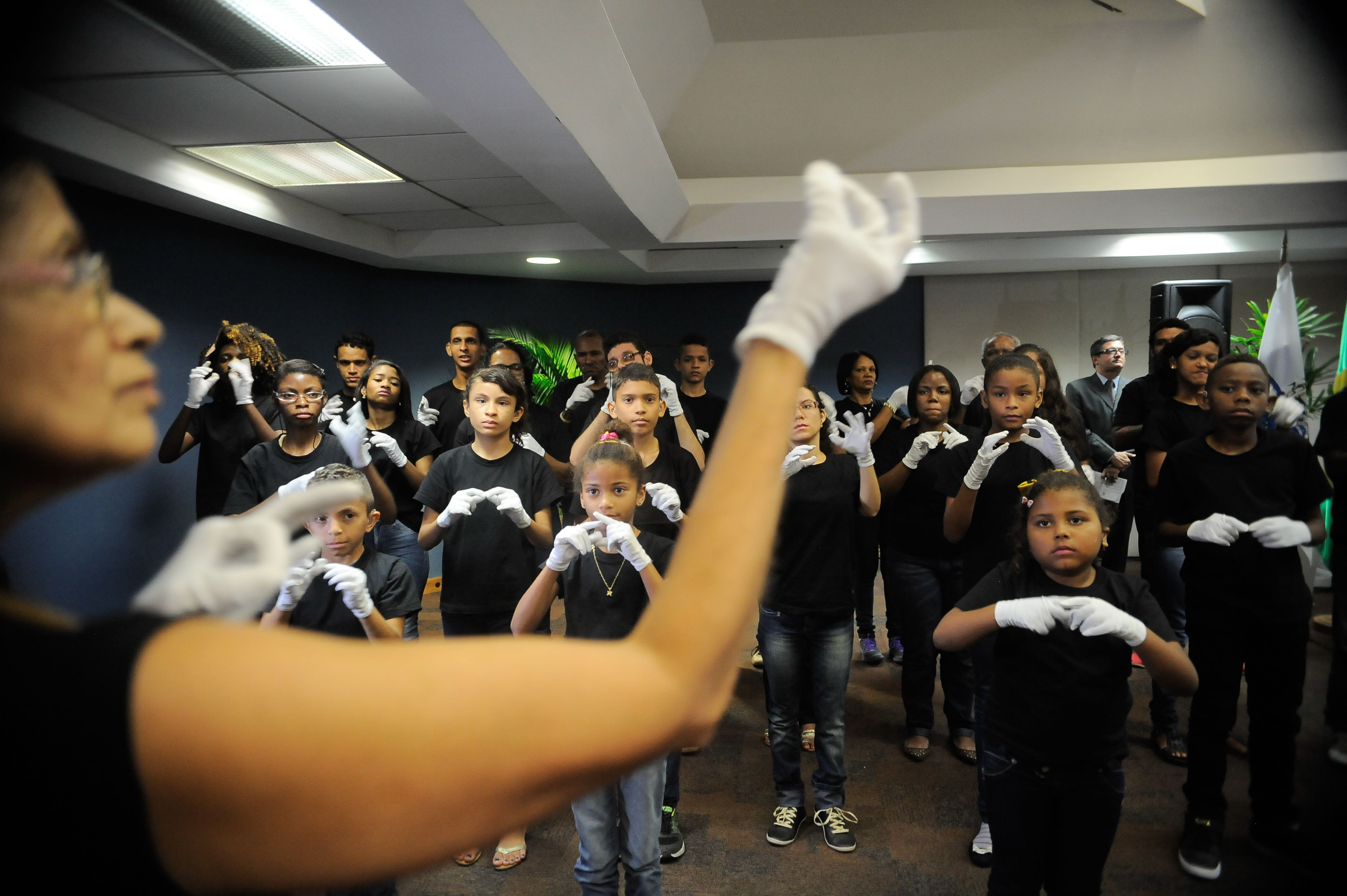
Coral de Libras da Associação de Pais e Amigos da Saúde Auditiva se apresenta no 2.º Encontro Autonomia para Pessoa com Deficiência (Tânia Rêgo/Agência Brasil)

Os surdos, por norma são utilizadores de uma comunicação espaço-visual, como principal meio de conhecer o mundo em substituição à audição e à fala, e podem ter ainda uma cultura característica.
Alguns fatores podem afetar o processo de aprendizagem de pessoas surdas, como por exemplo: o período em que os pais reconhecem a perda auditiva, o envolvimento dos pais na educação das crianças, os problemas físicos associados, os encaminhamentos feitos, o tipo de atendimento realizado, entre outros.
Embora os aspectos médico, individual e familiar ampliem o universo de análise sobre o fenômeno, nos chama a atenção para a necessidade de vê-los sob uma perspectiva sociocultural.
O surdo difere do ouvinte, não apenas porque não ouve, mas porque desenvolve potencialidades psico-culturais próprias. Somos todos pessoas diferentes.
No Brasil os surdos desenvolveram a LIBRAS com influência da língua de sinais francesa, portanto, elas não são universais; cada país, ou comunidade de surdos possui sua própria língua de sinais.  Em Portugal, por exemplo, existe a LGP. Em Angola, os surdos locais desenvolveram a Língua Gestual Angolana (LGA), também largamente designada por Língua Angolana de Sinais (LAS). Já outros, por viverem isolados ou em locais onde não exista uma comunidade surda, apenas se comunicam por gestos mímicos.
Existem também surdos que, por escolha dos pais ou opção pessoal, preferem utilizar uma língua oral.

## Progresso na cultura surda
Ao longo dos anos, as pesquisas interdisciplinares sobre surdez e sobre as línguas de sinais, realizadas no Brasil e em outros países, tem contribuído para a modificação gradual da visão dos surdos, compartilhada pela sociedade ouvinte em geral.
Esses estudos têm classificado os surdos em duas categorias:
- Os portadores de surdez patológica, normalmente adquirida em idade adulta;
- E aqueles cuja surdez é um traço fisiológico distintivo, não implicando, necessariamente, em deficiência neurológica ou mental; este é o caso da maioria dos surdos congênitos.

Em alguns casos, apesar do bloqueio auditivo, o seu domínio da língua oral pode se equiparar aos ouvintes, através do uso da leitura labial, o uso de aparelhos, implantes auditivos e acompanhamento fonoaudiológico.
No caso de surdos que dominem apenas a língua de sinais, o fato de integrarem um grupo linguístico-cultural distinto da maioria linguística do seu país de origem  equipara-os a imigrantes estrangeiros. Porém, o fato de não disporem do meio de recepção da língua oral, pela  audição, coloca-os em desvantagem em relação aos imigrantes, com respeito ao aprendizado e desenvolvimento da fluência nessa língua. Essa situação justifica a necessidade da mediação dos intérpretes em um vasto número de contextos e situações do quotidiano dessas pessoas. Ainda que faça uso da leitura labial, o surdo sinalizado pode ter dificuldades de compreender a língua oral, visto que, essa técnica o habilita, quando muito, a perceber apenas os aspectos articulatórios da fonologia da língua. Daí sua enorme necessidade da mediação do intérprete de língua de sinais.
No Brasil, existem pelo menos duas situações em que a lei confere ao surdo o direito a intérprete de LIBRAS:
- nos depoimentos e julgamentos de surdos (área penal);
- e no processo de inclusão de educando os surdos nas classes de ensino regular (área educacional).

Devido às constantes modificações e progresso neste campo,  nas concepções de ensino de língua de sinais, tem-se dado ênfase ao mecanismo de aprendizado visual do surdo e a sua condição bilíngue-bicultural. Contudo, o surdo é bilíngue-bicultural no sentido de que convive diariamente com duas línguas e culturas: a língua de sinais (cultura surda) e língua oral (cultura ouvinte).

## Língua natural versus Língua materna
A língua de sinais é o idioma natural dos surdos. Idioma natural, porque ela resulta de um paradigma de inerência, idiossincrático, que é a surdez.
A língua de sinais é uma criação natural dos surdos, independentemente do lugar onde estejam radicados.
Por outro lado, existe o conceito errático de que a língua de sinais é também a língua materna de qualquer surdo.
Por língua materna entende-se o primeiro idioma da pessoa, absorvendo-o e usando-o na comunicação com os seus próximos.
O processo de aquisição da língua ocorre através de um canal (audição, no caso dos ouvintes). O segundo processo é a reprodução dos elementos da língua que a criança absorve, fruto da interacção com os pais. Qualquer idioma posterior é uma segunda língua. Portanto, língua materna é a primeira base cognitiva de um indivíduo. Não há duas línguas maternas. A aprendizagem empírica ou científica de uma segunda língua apenas é possível quando já existe uma base cognitiva (quando já existe uma língua).
Segundo Sacks (1998), cerca de 95% das crianças surdas nascem de pais ouvintes. Normalmente, é uma língua oral com a qual a criança é abordada pelos pais. Quando se descobre que a criança, afinal, é surda, os pais nada ou quase nada fazem podem fazer para ensinar-lhe uma língua de sinais, pois normalmente não estão preparados para tal. Neste contexto há duas opções possíveis:
1. comunicar-se com a criança de modo oralizado, ensinando-a a leitura labial e/ou a utilização de aparelhos e implantes auditivos;
2. providenciar que a criança aprenda a língua de sinais local.

Muitos pais preferem optar na oralização da criança surda, de forma a que ela possa se adaptar mais facilmente à sociedade. No entanto, há bastante controvérsia em relação a esta preferência.
Quando ambos os pais são surdos e utilizam a língua de sinais nas primeiras experiências de aquisição e consolidação comunicativa e desenvolvimento comunicativo da criança surda, está-se perante a língua de sinais como Língua materna.
Portanto, a língua de sinais não é necessariamente a língua materna do surdo.

## Compreendendo o mundo surdo
Por anos, muitas pessoas acham que os surdos não sabem praticamente nada, porque não ouvem nada. Há pais que super protegem seus filhos surdos ou temem integrá-los no mundo dos ouvintes. Outros encaram a língua de sinais como primitiva, ou inferior, à língua falada. Isso faz com que alguns surdos se sintam oprimidos e incompreendidos.
Todos  sentem  a necessidade de ser entendidos. Aparentes inabilidades podem empanar as verdadeiras habilidades e criatividades do surdo. Em contraste, muitos surdos consideram-se “capacitados”. Comunicam-se fluentemente entre si, desenvolvem auto-estima e têm bom desempenho acadêmico, social e espiritual. Infelizmente, os maus-tratos que muitos surdos sofrem levam alguns deles a suspeitar dos ouvintes. Contudo, quando os ouvintes interessam-se sinceramente em entender a cultura surda e a língua de sinais natural, e encaram os surdos como pessoas “capacitadas”, todos se beneficiam.

## Escutar com os olhos
A chave para uma boa comunicação com uma pessoa surda é o claro e apropriado contato visual. É uma necessidade, quando os surdos se comunicam. De fato, quando duas pessoas conversam em língua de sinais é considerado rude desviar o olhar e interromper o contato visual. Em todo o mundo, os surdos expandem seus horizontes usando uma rica língua de sinais.
- Língua: Conjunto do vocabulário de um idioma, e de suas regras gramaticais; idioma. Por exemplo: inglês, português, LIBRAS.
- Linguagem: Capacidade que o homem e alguns animais possuem para se comunicar, expressar seus pensamentos.
- Língua de Sinais ou língua gestual: É a língua dos surdos e que possui a sua própria estrutura e gramática através do canal comunicação visual, a língua de sinais dos surdos urbanos brasileiros é a LIBRAS, em Portugal é a LGP.
- Cultura Surda: Ao longo dos séculos os surdos foram formando uma cultura própria centrada principalmente em sua forma de comunicação. Em quase todas as cidades do mundo vamos encontrar associações de surdos onde eles se reúnem e convivem socialmente.
- Intérprete de Língua de Sinais: Pessoa ouvinte que interpreta para os surdos uma comunicação falada usando a língua de sinais e vice-versa.

## Bebês de pais surdos
“Assim como os bebês de pais ouvintes começam a balbuciar com cerca de sete meses ... , os bebês de pais surdos começam a ‘balbuciar’ com as mãos imitando a língua de sinais dos pais”, mesmo sendo ouvintes.
A professora Laura Petitto, da Universidade McGill, em Montreal, Canadá, é da opinião de que os bebês nascem com sensibilidade a ritmos e padrões característicos a todos os idiomas, incluindo a língua de sinais. Ela disse que os bebês ouvintes que têm “pais surdos que sabem sinalizar, gesticulam de maneira diferente, seguindo um padrão rítmico específico, distinto de outros movimentos com as mãos. . . . É um balbucio, mas com as mãos”. Os bebês expostos à língua de sinais produziram dois tipos de movimento com as mãos, ao passo que os que conviviam com pais ouvintes produziram apenas um tipo. Os pesquisadores usaram um sistema de rastreamento de posição para registrar os movimentos das mãos dos bebês na idade de 6, 10 e 12 meses.
Os surdos são pessoas que têm os mesmos direitos, os mesmos sentimentos, os mesmos receios, os mesmos sonhos, assim como todos.